# يوسف آقجورا
يوسف آقجورا (1876 - 1935 م) هو من منظري الطورانية. ولد في اوليانوفسك (سيمبيرسك سابقا)، بالإمبراطورية الروسية. أصبح من دعاة الفكر القومي في تركية. من مؤلفاته: أوضاع المسلمين التتار في روسيا.